# Ландшафт наскельного мистецтва Цзицзянь Хуашань
Ландшафт наскельного мистецтва Цзицзянь Хуашань (кит.: 花山岩画, піньінь: Huāshān shí huà) — пам'ятки, розташовані на крутих схилах в прикордонних районах на південному заході Китаю в провінції Гуансі, що відтворюють життя і ритуали племені лоюе. У 2016 році на 40-й сесій в Стамбулі (Туреччина) включено до Всесвітньої спадщини ЮНЕСКО.

## Опис
Розташовано на відстані 25 км на північний захід від округу Ясуаки, поблизу села Яо, на відстані 172 м від річки Мінцзян, утворюючи виразну увігнуту стінку біля гори Хуашань —"Квітка-гора" (область в південно-західній частині заповідника Лунган). Основна скеля становить 270 м заввишки та понад 350 м завдовжки з півночі на південь.
Є однією з найбільших зібрань стародавніх наскельних малюнків — шедеврів монументального живопису. Складається з 38 пам'яток (по 110 груп, загальною чисельністю більше ніж 1900 малюнків), що вписуються в карстовий рельєф пересіченного річками плоскогір'я, і являють собою зображення обрядів культури бронзових барабанів, що переважали в свій час в Південному Китаї. Даний культурний пейзаж є на сьогодні єдиним свідченням існування культури лоюе. Малюнки охоплюють площу у 8000 м2, зображення здійснено зверху до низу. Розмір малюнків коливається від 60 см до 3 м.
Малюнки монохромні, зроблені червоною фарбою (з гематиту, розведеного тваринним жиром, з додаванням крові). Стиль простий, сцени дуже ефектні. Основну частину складають динамічні фігури людей, або їх портрети. Усі босі, інколи голі. Часто представлені навшпиньках та з витягнутими руками, ноги розчепірені. Їх доповнюють фігури коней, собак, барабанів, ножів, мечів, дзвонів, човнів, шляхів, сонця, танців та іншого зображення, кожна група середньої або верхньої позиції. На основі цих зображень вивчається соціальна структура племені лоюе, діяльності її членів (релігійні церемонії чаклунства, культурні дійства).

## Історія
Об'єкти датуються періодом з V ст. до н. е. до II століття н. е., їх вік від 1800 до 2500 років. Вважається, що авторами були чаклуни племені лоюе, що мешкали від періоду Воюючих держав до часів династії Східна Хань. Попри вік, дію вітру та дощів, пігмент малюнків все ще яскравий.
Перші дослідження розпочалися у 1950-х роках. Дотепер точаться дискусії щодо значення малюнків, висуваються різні гіпотези. Більшість дослідників вважають зображення величного ритуалу або якось важливого свята. У 1988 році урядом КНР внесено до переліку культурних цінностей держави. У 2004 році Чень Чжілі, очільник охорони Хуашань, розпочав нові значні дослідження. У 2006 році наскельні малюнки включені до попереднього переліку Світової спадщини в Китаї.